# Вулиця Сигнальна (Львів)
Ву́лиця Сигнальна — вулиця у Залізничному районі міста Львова, в місцевості Сигнівка. Сполучає вулиці Мостову та Гірника.

## Історія
Виникла у першій третині XX століття у складі передміського селища Сигнівка. Після входження селища до меж міста 11 квітня 1930 року, вулиці колишнього села були перейменовані або ж новоутвореним вулицям надавалися певні назви. Так, у 1934 році отримала назву вулиця Сигналова. Під час німецької окупації, у 1943—1944 роках мала назву Сігналґассе, що перекладається з німецької як Сигнальна алея. У липні 1944 року повернена передвоєнна назва — вулиця Сигналова. Сучасна уточнена назва вулиця Сигнальна походить найімовірніше з початку 1990-х років.

## Забудова
Забудова вулиці Сигнальної — одноповерховий конструктивізм 1930-х років, нові індивідуальні забудови.